# Druk-Yul-Park

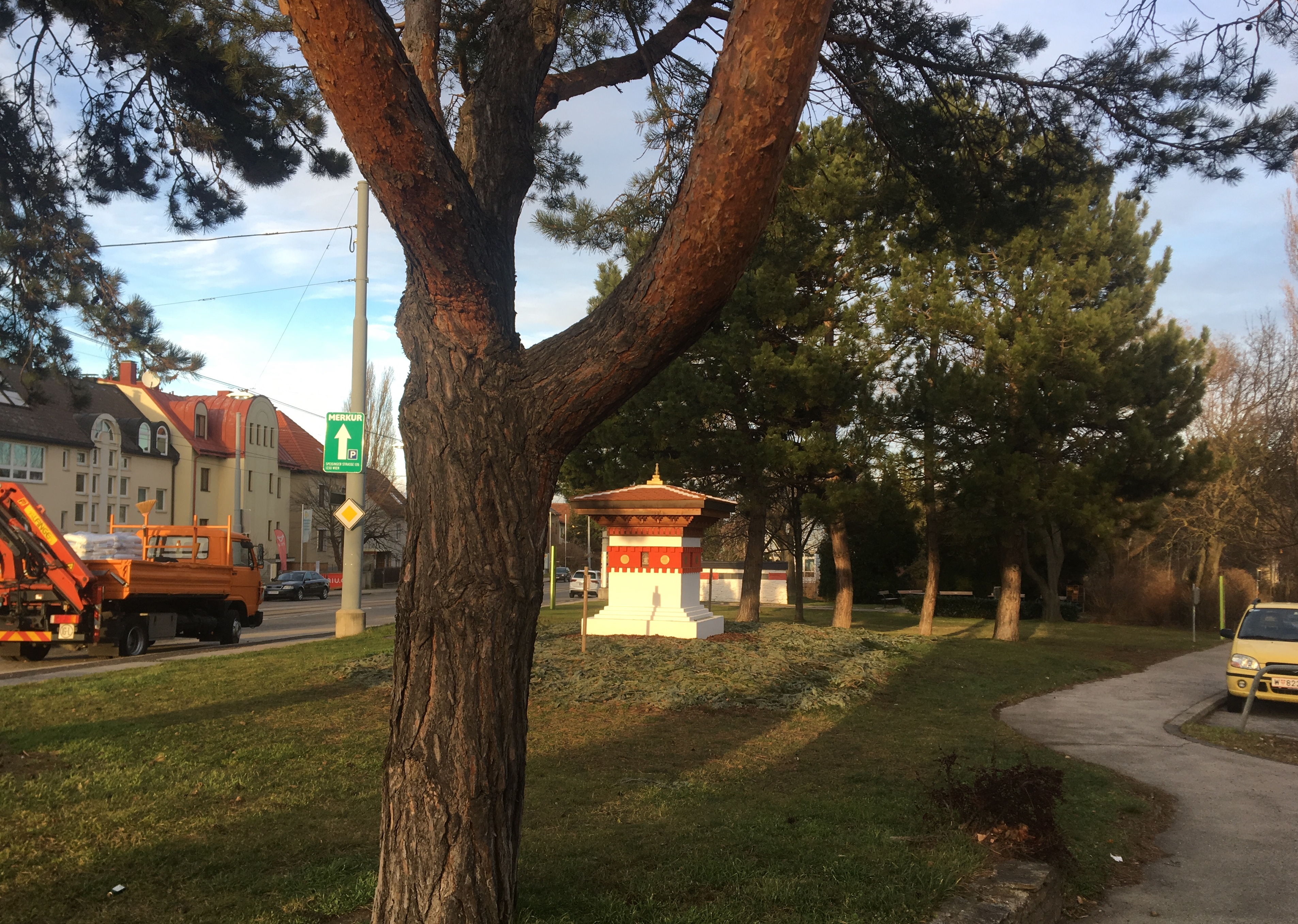
Übersichtsaufnahme Druk-Yul-Park

Der Druk-Yul-Park (nach dem Landesnamen von Bhutan, gesprochen Dru Ü, ‚Land des Donnerdrachens‘) ist eine kleine Parkanlage im  23. Wiener Gemeindebezirk Liesing im Süden Wiens.
Der Park befindet sich am Zusammentreffen der Speisinger Straße mit der Wittgensteinstraße und der Rosenhügelstraße.

## Geschichte und Baulichkeiten

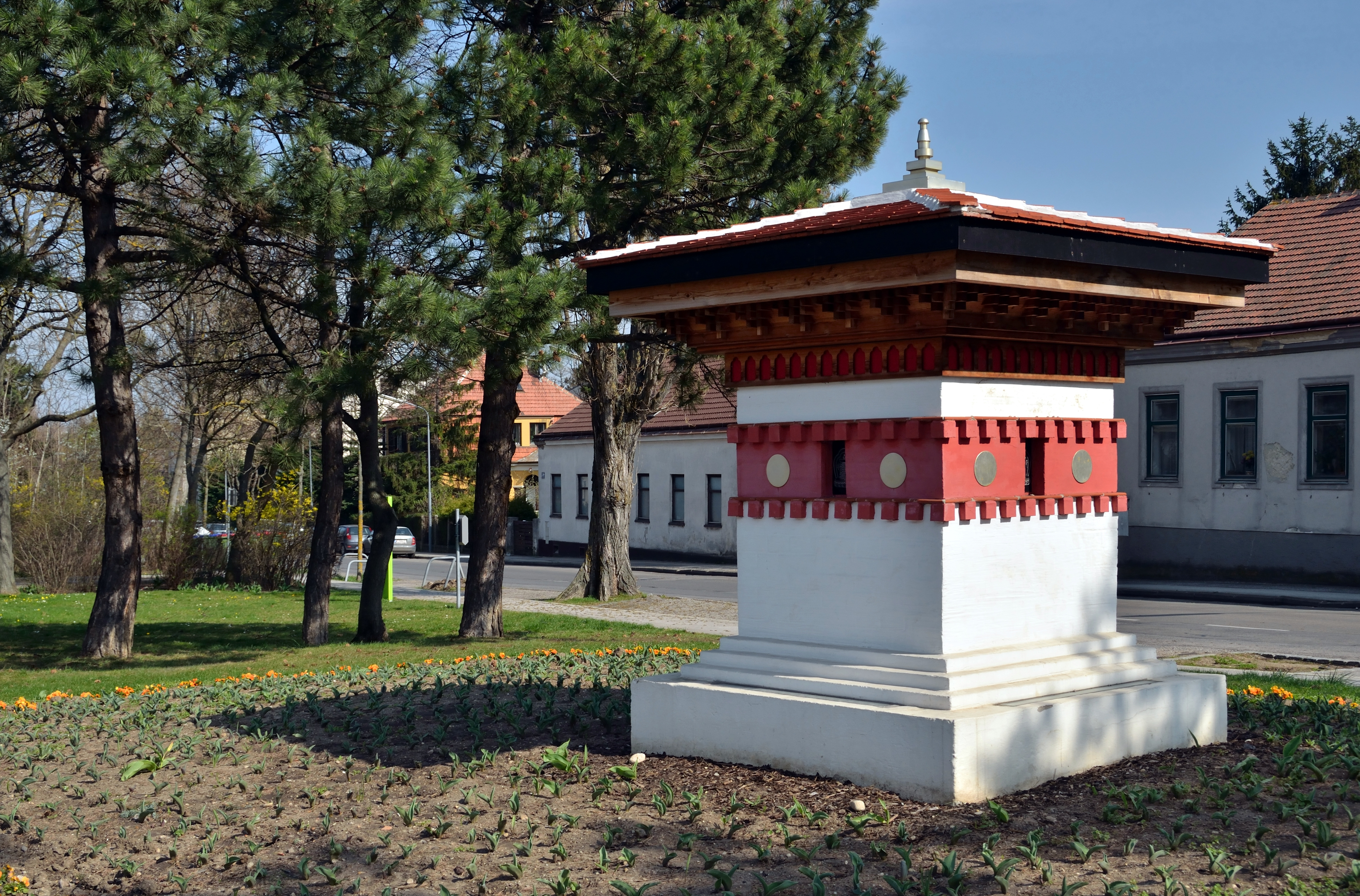
Bhutan-Denkmal (Chörten)

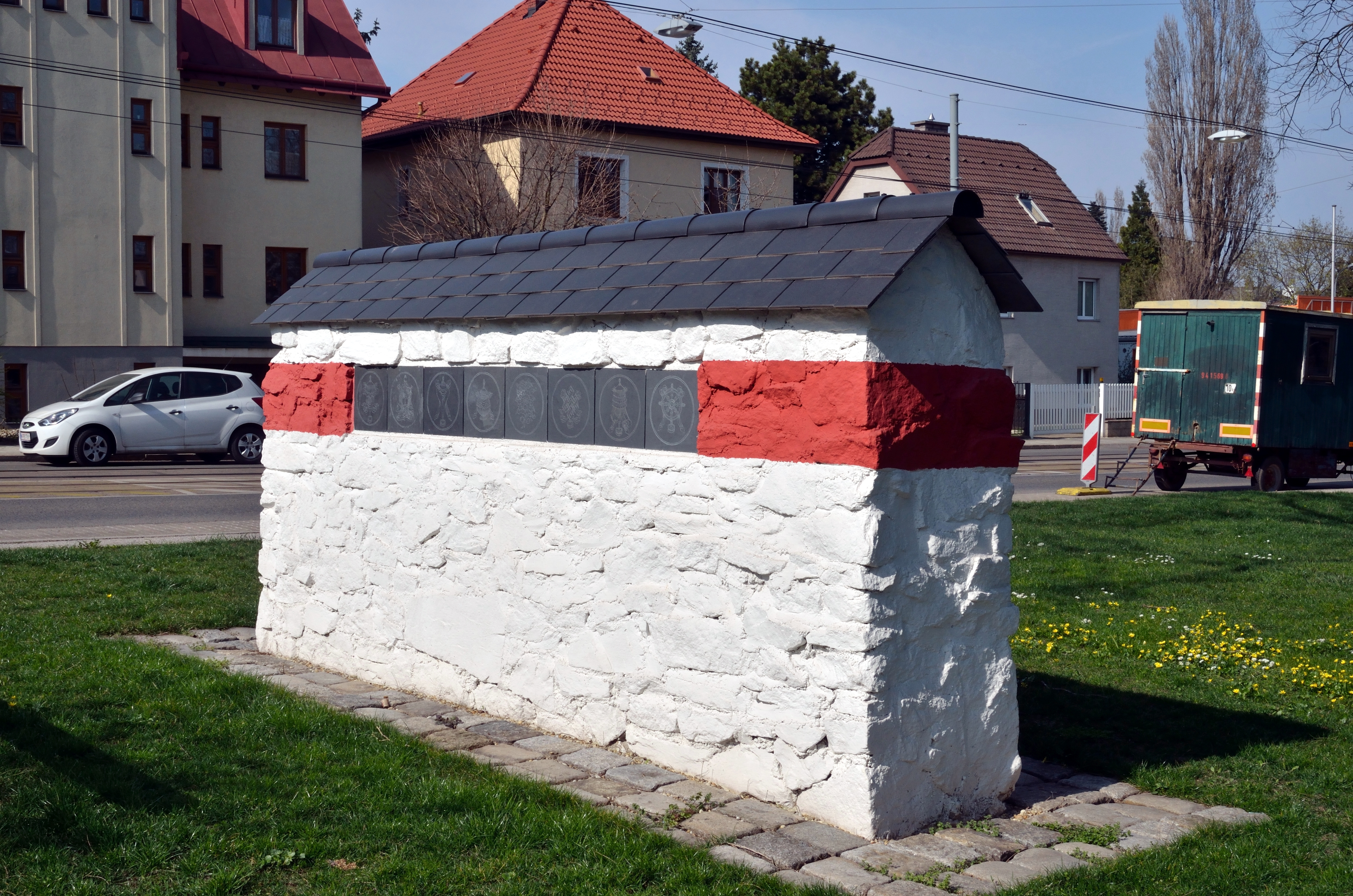
Mani-Mauer

Schon 2007 wurde beschlossen, die engen freundschaftlichen Beziehungen mit dem Himalaya-Kleinstaat –  es ist ein Schwerpunktland der österreichischen Entwicklungszusammenarbeit (OEZA) –  durch einen Park zu würdigen. In dem Jahr feierte Bhutan sein 100-jähriges Jubiläum als Königreich.
2010 wurde auf Initiative der Österreichisch-Bhutanischen Freundschafts-, Kooperations- und Kulturgesellschaft (Österreich-Bhutan-Gesellschaft) durch Schüler der Höheren Technischen Bundeslehranstalt Mödling ein Chörten, ein bhutanischer Stupa, auch als Glückstürmchen bezeichnet, errichtet. Der Park wurde dann am 6. April 2012 in Anwesenheit der Botschafter von China, Indien und  Bhutan (dem Präsidenten der Bhutangesellschaft) eingeweiht. In dem Jahr wurde auch eine Mani-Mauer ergänzt. An ihr beteiligten sich auch die Freundschaftsgesellschaften mit Indien, Japan, Kambodscha, Mongolei, Myanmar, Nepal, Sri Lanka und Thailand.

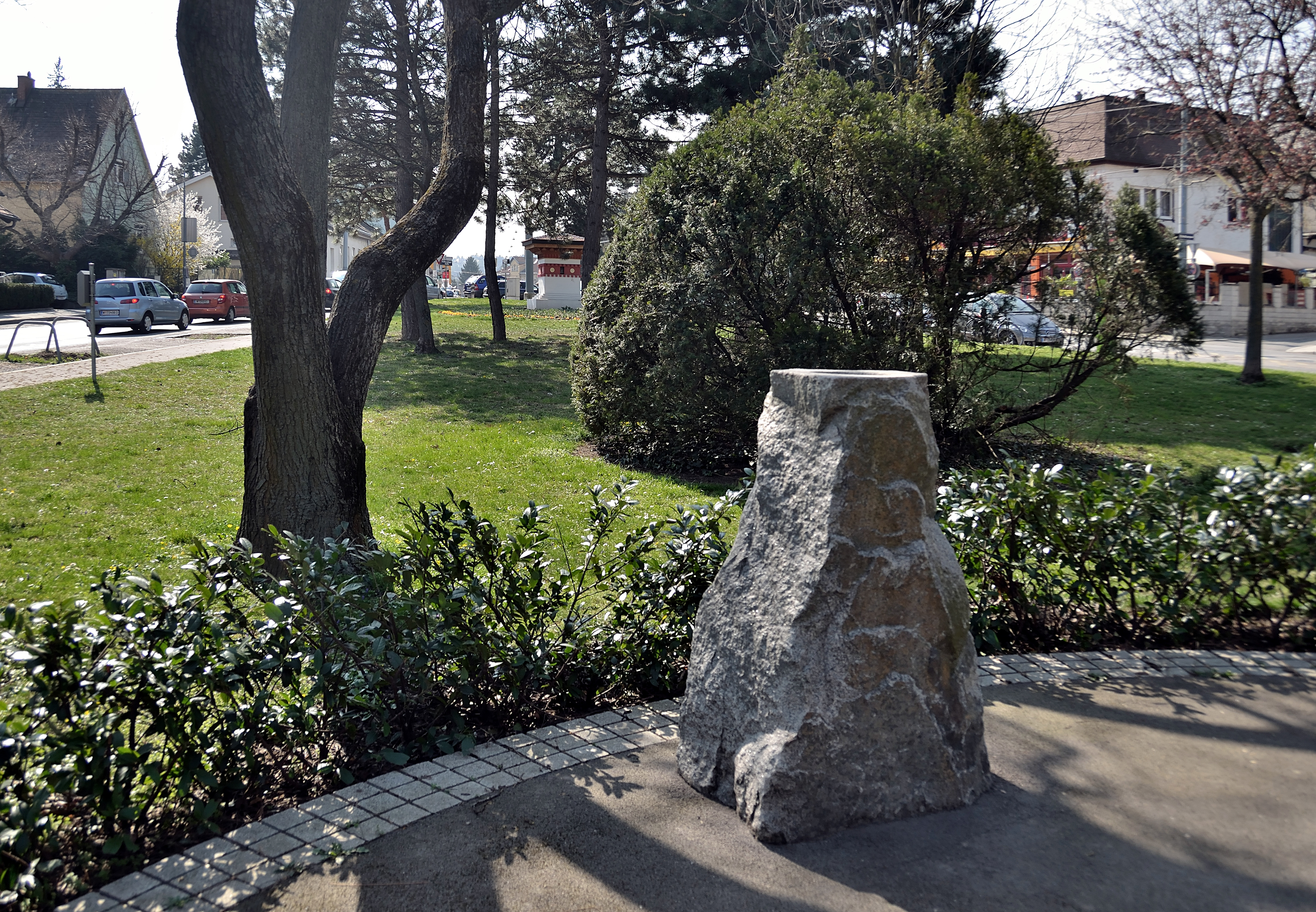
Vogelbad
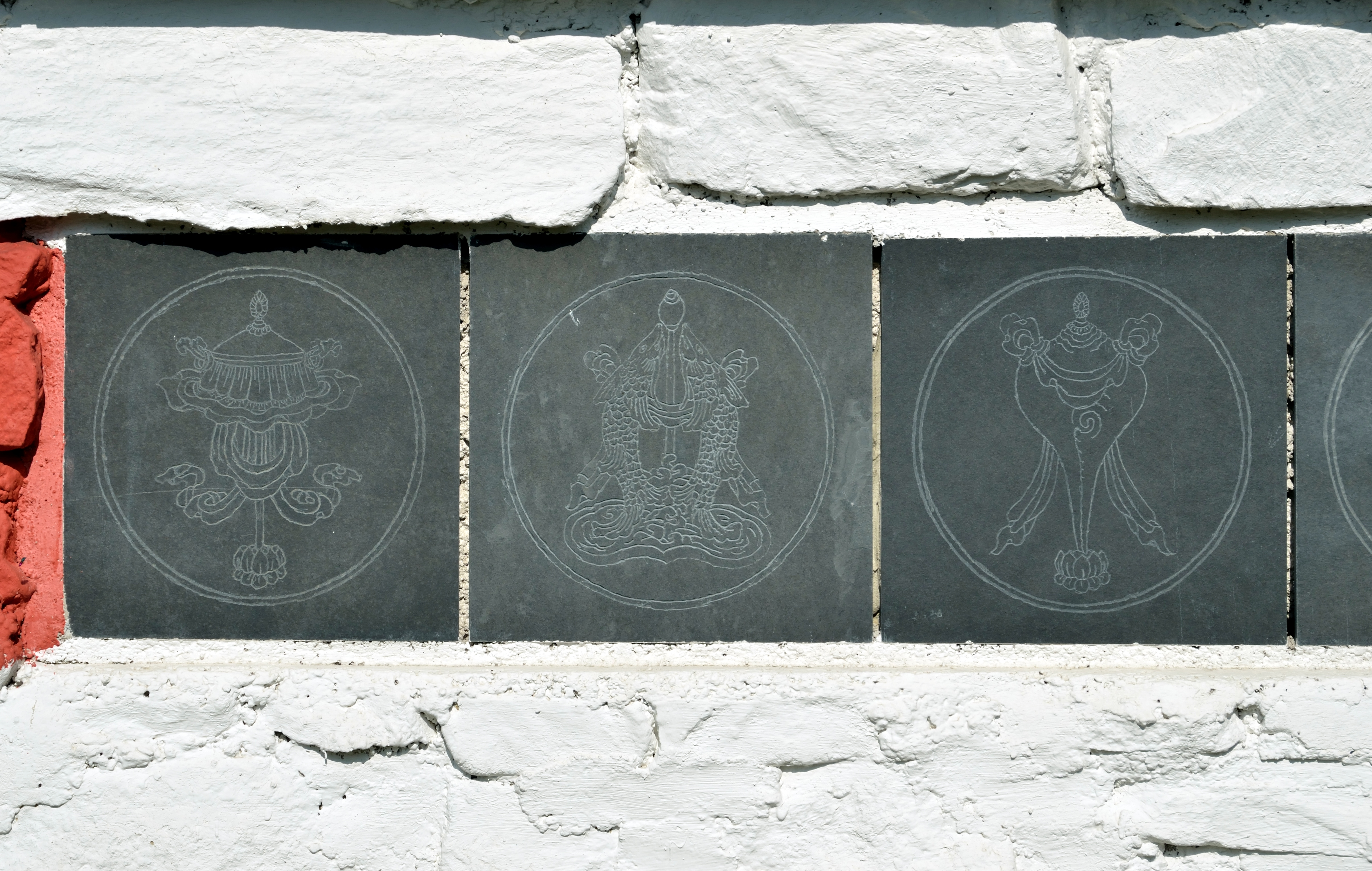
Details der Mani-Mauer
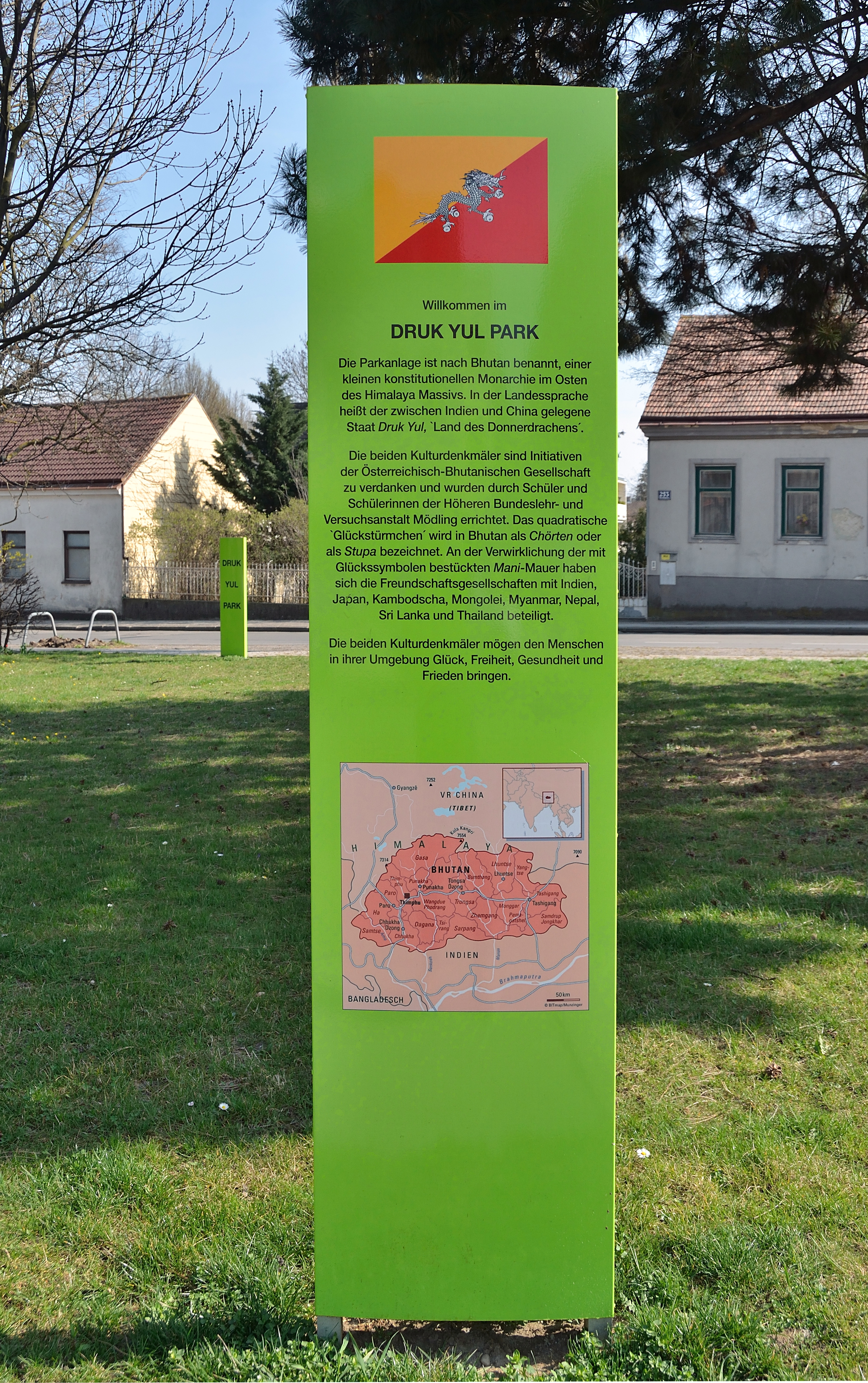
Info-Board des Parks